# Bahnhof Traiskirchen Lokalbahn

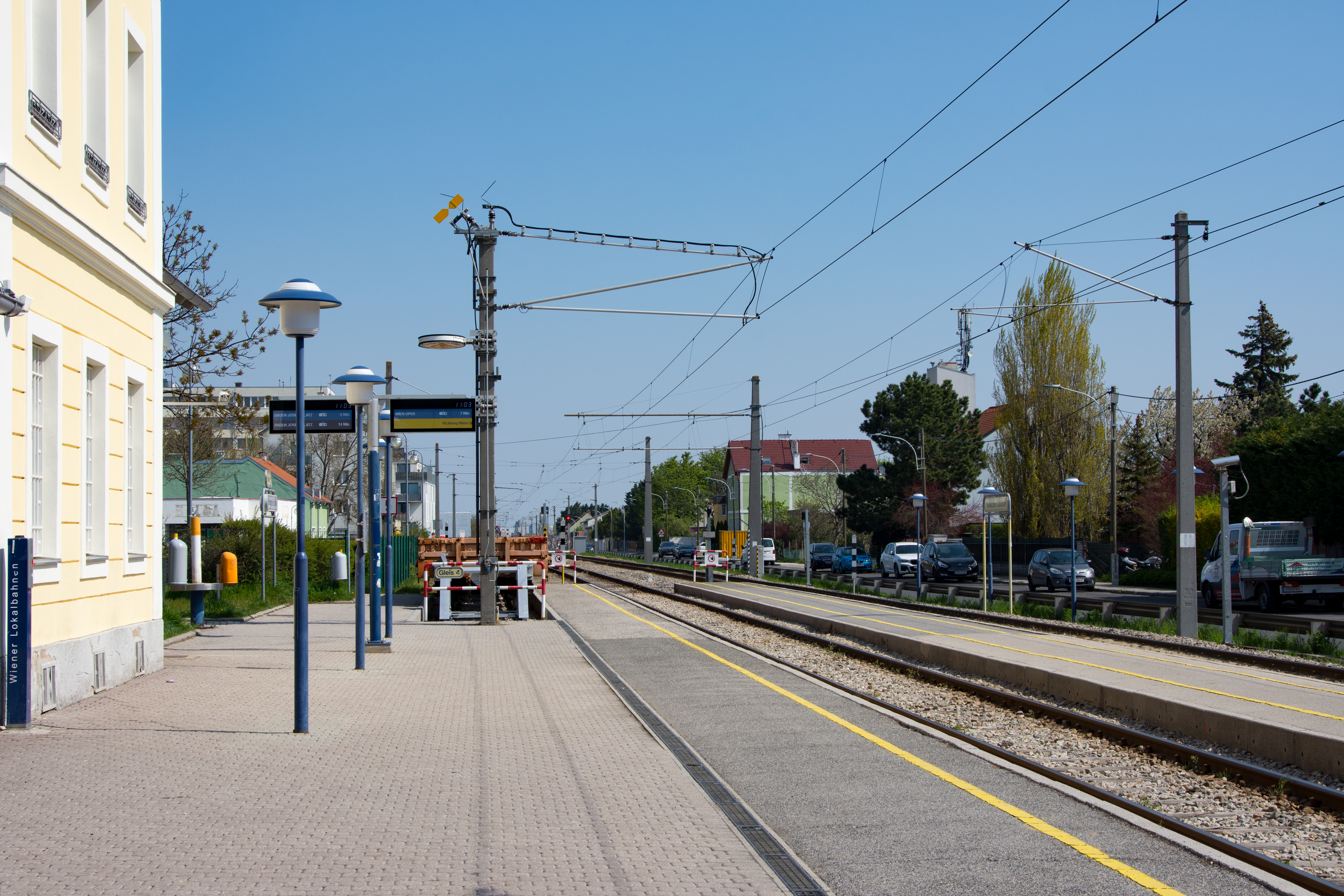
Bahnsteige am Bahnhof Traiskirchen Lokalbahn

Der Bahnhof Traiskirchen Lokalbahn ist ein Bahnhof, der sich im Netz und Eigentum der Wiener Lokalbahnen AG (WLB) in Traiskirchen, einer Kleinstadt und Statutarstadt in Niederösterreich an der Lokalbahn Wien-Baden befindet. Er befindet sich im Zentrum der Stadt Traiskirchen.

## Bedienung
Der Bahnhof Traiskirchen Lokalbahn wird durch die Lokalbahnen der Lokalbahn Wien–Baden bedient, diese verkehren auf der Route Wien Oper/Karlsplatz – Bahnhof Wien Meidling – SCS – Traiskirchen Lokalbahn – Baden bei Wien. Eine direkte Anbindung an den Bahnhof Traiskirchen Aspangbahn an der wenige Kilometer östlich parallel zur Lokalbahn verlaufenden Aspangbahn besteht nicht.
Neben der Lokalbahn wird der Bahnhof durch Regionalbusse bedient, welche genau wie die Lokalbahn im Auftrag des Verkehrsverbund Ost-Region (VOR) betrieben werden. Im Nachtverkehr verkehrt die Nachtbuslinie 303 parallel zur Lokalbahn.
| Linie          | Verlauf | Intervall | Betreiber                          |
| -------------- | --- | --------- | ---------------------------------- |
| Lokalbahn, 303 | Oper – Karlsplatz – Matzleinsdorfer Platz – Meidling – Inzersdorf – Neu Erlaa – Vösendorf-Siebenhirten – Shopping City Süd – Maria Enzersdorf – Traiskirchen Lokalbahn – Baden Landesspital – Bahnhof Baden – Baden Josefsplatz |           | Wiener Lokalbahnen AG, Dr. Richard |